# 克里斯蒂安·奥格·汉森
克里斯蒂安·奥格·汉森（丹麥語：Kristian Aage Hansen，1895年1月25日—1955年6月13日），生于奈斯特韋茲市鎮，丹麦男子竞技体操运动员。他曾代表丹麦获得1920年夏季奥运会体操比赛男子团体瑞典式银牌。